# Галина, Рафига Арслановна
  Галина Рафига Арслановна    (род. 15 марта 1951 года) — артистка  Стерлитамакского государственного башкирского драматического театра, народная артистка Республики Башкортостан (1994).

## Биография
Галина Рафига Арслановна родилась 15 марта 1951 года) в дер. Язги-Юрт Салаватского района РБ.
В 1973 году окончила театральный факультет Уфимского государственного института искусств.
По окончании института Рафига Арслановна   работала  в Башкирском государственном театре кукол.
В 1974-1990 годах она работала в Салаватском башкирском государственном драматическом театре, с 1990 года -  в Стерлитамакском государственном башкирском драматическом театре.
Преподает в Башкирском республиканском техникуме культуры ( курс «Сценической речи») в Стерлитамаке .

## Роли в театрах
Шагида в комедии «Счастье с неба» Н.Асанбаева, Шамсия в комедии "Кадриль” В. Гуркина, Рагида в драматической гипотезе "Запах лёгкого загара” Д. Гурьянова, Жаннатай в комедии «Пять жён Ходжи Насретдина» И.Садыкова, Ханума в комедии «Ханума» А.Цагарели, Хания в комедии "Пылкие любовники” И. Юмагулова, Гульзифа в комедии «А Торатау и ныне там…» Р. Кинзябаева, Сабира в мелодраме «Шауракай» М.Бурангулова, Галимабану в музыкальной драме М. Файзи «Галиябану», Камила в комедии М.Карима «Похищение девушки» и др.

## Награды и премии
- Народная артистка Республики Башкортостан (1994)
- Заслуженная артистка Башкирской АССР (1983)